# كاثرين ليمان
كاثرين ليمان هي لاعبة هوكي الجليد ولاعبة كرة قدم سويسرية، ولدت في 27 فبراير 1980 في زيورخ في سويسرا. شاركت مع منتخب سويسرا لكرة القدم للسيدات. أما مع النوادي، فقد لعبت مع بايرن ميونخ للسيدات وبايرن ميونخ ونادي هاماربي لكرة القدم.

## وصلات خارجية
- كاثرين ليمان على موقع قاعدة بيانات كرة القدم.إي يو (الإنجليزية)
- كاثرين ليمان على موقع Soccerway.com (الإنجليزية)
- كاثرين ليمان على موقع EliteProspects.com (الإنجليزية)
- كاثرين ليمان على موقع Eurohockey.com (الإنجليزية)
- كاثرين ليمان على موقع اللجنة الأولمبية الدولية (الإنجليزية)
- كاثرين ليمان على موقع أوليمبيديا (الإنجليزية)